# Laggania

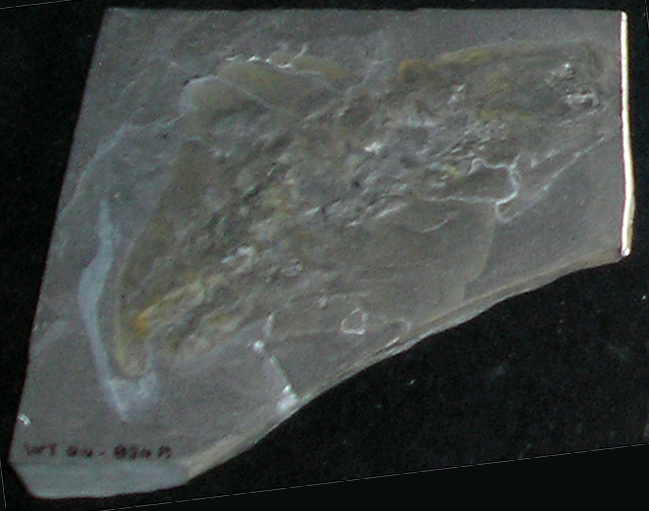
Fóssil de Peytoia Narthoisi

Peytoia foi um gênero de Hurdiidae do período Cambriano. Diferente da maioria dos demais anomalocarideos, crê-se que o Peytoia filtrava alimentos no lugar de ser um ativo predador. Seus dois apêndices possuíam cerdas consideradas desde muito tempo como espinhos. Peytoia tinha o tronco curto, não tinha rabo e os olhos estavam para trás da boca, outra razão pela qual alguns cientistas não acreditam que a Peytoia era um predador ativo, mas a “baleia” de seu tempo (por causa da filtragem de alimentos).
108 espécimes de Peytoia Narthoisi são conhecidos a partir do Canteiro Filópode, onde eles incluem 0,21% da comunidade.

## História
Laggania foi originalmente descrito por Charles Walcott em 1911 como um equinodermo Holothurioidea.